# Михайлов, Александр Витальевич (продюсер)
Алекса́ндр Вита́льевич Миха́йлов (21 сентября 1954, Москва — 25 июля 2012, Москва) — советский и российский режиссёр кино и дубляжа, продюсер, директор фильма.

## Биография
Александр Михайлов родился 21 сентября 1954 года.
Окончил Институт культуры.
Прошёл путь от монтировщика декораций до директора театра. Десять лет работал на киностудии «Мосфильм».
С 1988 года — директор объединения «Юность» (киностудия «Мосфильм»).
В 1990 году участвовал в создании киностудии «12а» Фонда развития кино и телевидения для детей и юношества (Фонд Ролана Быкова), генеральный директор этой студии. Вице-президент Фонда Ролана Быкова.
Ушёл из жизни 25 июля 2012 года в больнице имени Пирогова после тяжёлой болезни.

## Фильмография

### Режиссёрские работы
- 2006 — Блюз опадающих листьев (совместно с Эдуардом Реджеповым)
- 2010 — Виски с молоком

### Продюсерские работы
- 1990 — Облако-рай
- 1992 — Бег по солнечной стороне
- 1992 — Менялы
- 1992 — Цена сокровищ
- 1992 — На тебя уповаю
- 1993 — Стрелец неприкаянный
- 1993 — Если бы знать…
- 1994 — Хаги-Траггер
- 1994 — Простодушный
- 1995 — Золотое дно
- 1995 — За что? / Za co?
- 1997 — Он не завязывал шнурки / On ne zavyazyval shnurki
- 1997 — Ах, зачем эта ночь…
- 1998 — Свистун
- 2000 — Спасатели. Затмение
- 2004 — Вечерний звон
- 2004 — Брейк-Пойнт / Break Point
- 2010 — Виски с молоком

### Директор фильма
- 1989 — Катала
- 1989 — Чёрная роза — эмблема печали, красная роза — эмблема любви
- 1990 — Испанская актриса для русского министра
- 1991 — Нога